# Renata Lavagnini
Renata Lavagnini (* 1942 in Palermo) ist eine italienische Neogräzistin und Byzantinistin.

## Leben
Renata Lavagnini ist die Tochter des Gräzisten, Byzantinisten und Neogräzisten Bruno Lavagnini und wie ihr Vater Honorarkonsul der Republik Griechenland in Palermo.
Sie studierte an der Universität Palermo, wo sie 1965 die Laurea erwarb. Sie wurde Professorin für neugriechische Sprache und Literatur an der Universität Palermo.
Lavagnini hat sich durch Ausgaben der Ατελή ποιήματα (Unvollendete Gedichte, dreißig an der Zahl), die in den 1960er Jahren von Giorgos Savvidis im Kavafis-Archiv entdeckt worden waren, und des Prosagedichts Εις το φως της ημέρας (Bei Tageslicht) von Konstantinos Kavafis sowie durch weitere Arbeiten zur neugriechischen Dichtung einen Namen gemacht. Daneben hat sie die Notizen des französischen Gelehrten Jean-Baptiste Gaspard d’Ansse de Villoison veröffentlicht, der von 1784 bis 1786 Griechenland und Byzanz bereiste, in der Hoffnung, dort wertvolle Handschriften antiker Autoren zu finden. Im Bereich der byzantinischen Dichtung hat sie sich mit der byzantinischen Ilias und Achilleïs beschäftigt.

## Schriften
Konstantinos Kavafis
Editionen und Übersetzungen
- K. Kavafis: Poesie. Versione di Bruno Lavagnini, a cura di Renata Lavagnini. Novecento, Palermo, 1996.
- Κ. Π. Καβάφης: Ατελή ποιήματα 1918–1932. Φιλολογική έκδοση και σχόλια Renata Lavagnini. Ίκαρος, Αθήνα 1994. Darauf basierend die englischsprachige Ausgabe: C. P. Cavafy: The unfinished poems. The first English translation, with introduction and commentary, by Daniel Mendelsohn. New York, Alfred A. Knopf, 2009, ISBN 978-0-307-26546-3.
- Sette nuove poesie bizantine di Costantino Kavafis. Dipartimento di filologia greca e latina, Sezione bizantino-neoellenica, Università di Roma „La Sapienza“, 1988.
- Costantino Kavafis: Alla luce del giorno. Traduzione di Renata Lavagnini. Palermo, Novecento, 1987.
- K. Kavafis: Σαμίου επιτάφιον e Τιγρανοκέρτα. Due abbozzi. Università di Palermo, Istituto di filologia greca, 1982 (Quaderni dell’Istituto di filologia greca della Università di Palermo, Bd. 9).
- Costantino Kavafis: Εις το φως της ημέρας. Un racconto inedito. Università di Palermo, Istituto di filologia greca, 1979 (Quaderni dell’Istituto di filologia greca della Università di Palermo, Istituto di Filologia Greca (Palermo, Bd. 8).

Artikel
- La Seconda Odissea di Kavafis. In: Ulisse nel tempo. La metafora infinita. A cura di Salvatore Nicosia, Marsilio, Venezia, 2004, ISBN 978-88-317-8187-9.
- Presente e passato in Kavafis. In: PAN. Studi dell’Istituto di Filologia Latina „G. Monaco“ Bd. 15–16, 1998.

Andere neugriechische Dichter
- Michalis Pierìs, Il poeta e la città. A cura di Katerina Kostiou, Renata Lavagnini e Matthias Kappler, in: Poesia. Mensile internazionale di cultura poetica (Mailand), Februar 2005.
- La tradizione neogreca e il primo Elitis. Considerazioni sulla Cronaca di un decennio. In: Odisseas Elitis. Un europeo per metà. A cura di Paola Maria Minucci e Christos Bintoudis, Donzelli editore, ISBN 978-88-6036-448-7, S. 191–198.

Byzantinisches
- I fatti di Troia: l’Iliade bizantina del cod. Paris. Suppl. Gr. 926. Introduzione, traduzione e note. Istituto di filologia greca, Facoltà di lettere, Università di Palermo 1988 (Quaderni dell’Istituto di filologia greca della Università di Palermo, Bd. 20).
- Note sull’Achilleide. Istituto Siciliano di Studi Bizantini e Neoellenici, 19.
- „Navigando verso Bisanzio“ e l’arte bizantina in Sicilia. In: Kalós 15.2, 2003, S. 18–21
- Bisanzio nella letteratura del XIX e del XX secolo, in G. Cavallo, Lo spazio letterario del Medioevo, 3. Le culture circostanti, I. La cultura bizantina, Roma 2004, 729–764.

Varia
- Villoison in Grecia. Note di viaggio (1784–1786). Palermo: Istituto Siciliano di Studi Bizantini e Neoellenici, 1974. Rezension: David Holton, in: The Classical Review (New Series) 27 1977, S. 152–153; Loukia Droulia, in: Eλληνικά 28, 1975, S. 469–472.
- Bruno Lavagnini: Scritti di storia sulla Grecia antica, bizantina e moderna. A cura di Renata Lavagnini, Caltanissetta 1997.
- Vincenzo Rotolo: Scritti sulla lingua greca antica e moderna. A cura di Renata Lavagnini. Universita di Palermo, Facolta di lettere e filosofia, Palermo, 2009 (Annali della Facolta di lettere e filosofia dell’Universita di Palermo. Studi e ricerche, Bd. 46)